# فرودگاه منطقه‌ای بارکلی
فرودگاه منطقه‌ای بارکلی (به انگلیسی: Barkley Regional Airport) یک فرودگاه همگانی بهره‌برداری هوایی با کد یاتا PAH است که یک باند فرود آسفالت دارد و طول باند آن ۱۹۸۱ متر است. این فرودگاه در کشور ایالات متحده آمریکا قرار دارد و در ارتفاع ۱۲۵ متری از سطح دریا واقع شده‌است.